# Lucihormetica
Lucihormetica (лат.) — род крупных светящихся тараканов из семейства Blaberidae. Предполагается, что пятна на груди клетке самцов являются биолюминесцентными, но детальные исследования не смогли окончательно доказать это, хотя существуют доказательства автофлуоресценции. Род включает как относительно распространенные, так и редкие виды: например, L. verrucosa относительно распространена и иногда содержится в неволе, тогда как восемь остальных видов (а также еще один неописанный вид) известны только по одному экземпляру каждый.

## Виды
Род включает следующие 12 видов:
- Lucihormetica amazonica  (Rocha e Silva, 1987)
- Lucihormetica cerdai (Ramírez-Pérez, 1992)
- Lucihormetica fenestrata Zompro & Fritzsche, 1999
- Lucihormetica grossei Fritzsche, 2003
- Lucihormetica interna (Walker, 1868)
- Lucihormetica luckae (Vršanský, Fritzsche & Chorvát, 2012)
- Lucihormetica osunai (Ramírez-Pérez, 1992)
- Lucihormetica seabrai (Rocha e Silva, 1987)
- Lucihormetica subcincta (Walker, 1868)
- Lucihormetica tapurucuara (Rocha e Silva, 1979)
- Lucihormetica verrucosa (Brunner von Wattenwyl, 1865)
- Lucihormetica zomproi Fritzsche, 2008